# Municipio de Ryan (Dakota del Norte)
El municipio de Ryan (en inglés: Ryan Township) es un municipio ubicado en el condado de LaMoure en el estado estadounidense de Dakota del Norte. En el año 2010 tenía una población de 70 habitantes y una densidad poblacional de 0,75 personas por km².

## Geografía
El municipio de Ryan se encuentra ubicado en las coordenadas 46°19′9″N 98°12′45″O / 46.31917, -98.21250. Según la Oficina del Censo de los Estados Unidos, el municipio tiene una superficie total de 92.91 km², de la cual 92,17 km² corresponden a tierra firme y (0,8 %) 0,74 km² es agua.

## Demografía
Según el censo de 2010, había 70 personas residiendo en el municipio de Ryan. La densidad de población era de 0,75 hab./km². De los 70 habitantes, el municipio de Ryan estaba compuesto por el 94,29 % blancos, el 2,86 % eran amerindios, el 2,86 % eran de otras razas. Del total de la población el 2,86 % eran hispanos o latinos de cualquier raza.